# Плашка (інструмент для нарізання різьби)

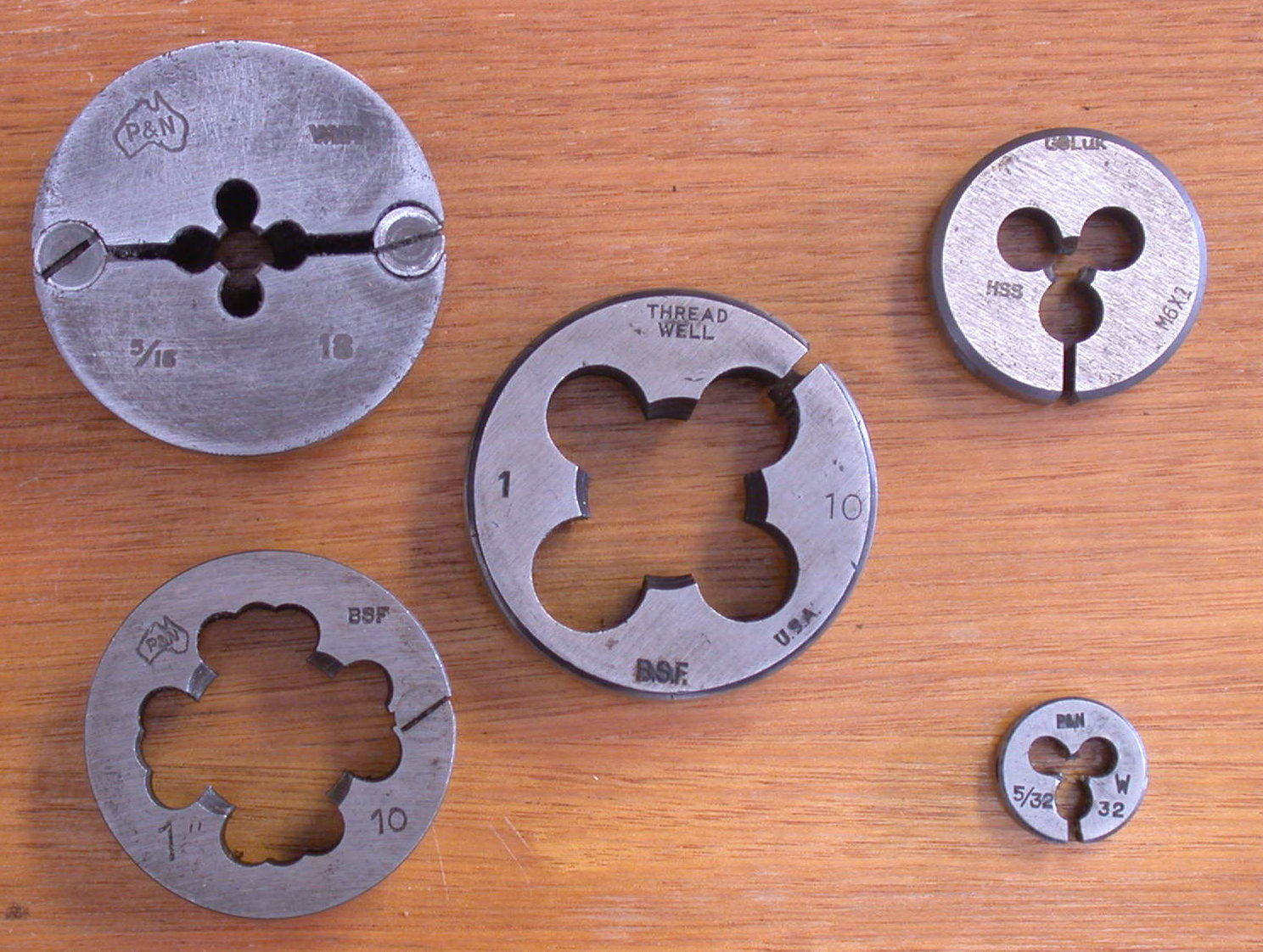
Різновиди плашок.

Пла́шка, або гвинторі́з — інструмент для нарізання різьби на зовнішніх циліндричних поверхнях деталей (болтах, гвинтах, шпильках та інших деталях).
Плашки виготовляють суцільними та розрізними. Основну роботу різання виконує забірна частина плашки, як у мітчика. Плашки виготовляють із сталей  марок Р9, 9ХС, 9Х. Твердість плашок повинна бути HRC 58...62.
За державним стандартом випускають плашки для нарізання зовнішньої різьби діаметром від 1 до 76 мм.
Для тримання та обертання плашок використовують воротки або плашкотримач.

## Види плашок
За формою зовнішньої поверхні плашки бувають:
- круглі;
- квадратні;
- шестиграні;
- трубчаті.

Найбільш широко використовуються круглі плашки, вони найбільш технологічні та доволі прості в експлуатації. Їх виготовляють з калібрувальних прутків швидкорізальної сталі на токарних пруткових верстатах-автоматах.
Розрізняють плашки для накочування різьби (накачувальні) шляхом пластичного деформування металу заготовки роликами або прямокутними призмами, які мають профіль, протилежний профілю різьби, що нарізається.
Розміри стержнів для нарізання метричної різьби плашками 
| Діаметр різьби, мм | Діаметр стержня, мм |
| ------------------ | ------------------- |
| 3                  | 2,94                |
| 3,5                | 3,42                |
| 4                  | 3,92                |
| 5                  | 4,92                |
| 6                  | 5,92                |
| 8                  | 7,9                 |
| 10                 | 9,9                 |
| 12                 | 11,88               |
| 14                 | 13,88               |
| 16                 | 15,88               |
| 20                 | 19,86               |